# بی‌خوراکی

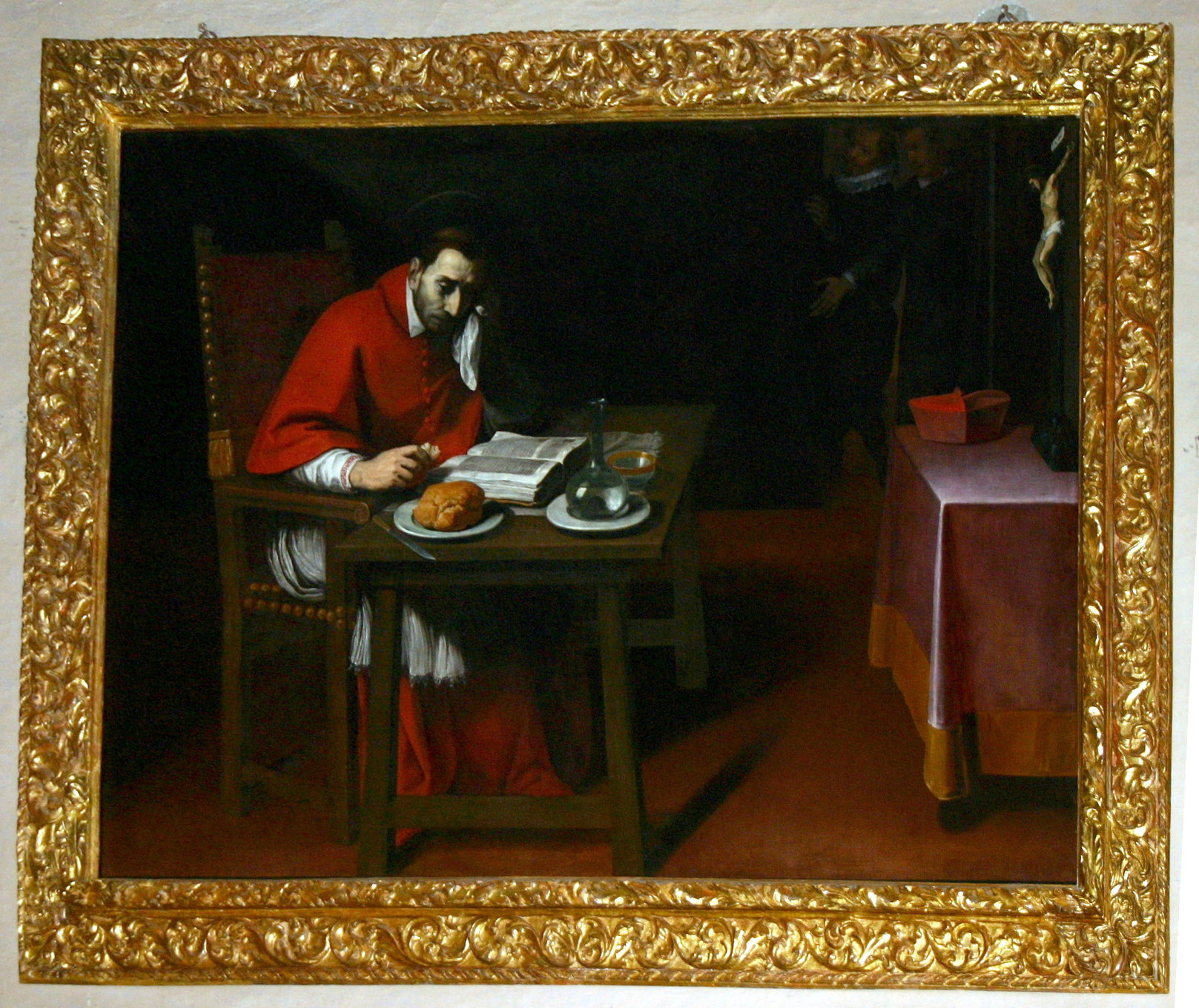
یکی از اندیشمندان آیین هندوئیسم که بر این اصل استوار بود.

بی‌خوراکی ادعای برخی افراد مبنی بر توانایی زندگی بدون خوردن غذا است که توسط مجامع علمی رد شده‌است. افراد معتقد به بی‌خوراکی، غذا و در برخی موارد آب را برای انسان غیرضروری می‌دانند و معتقدند که فقط بوسیله پرانا (نیروی حیات بخش در هندوئیسم) می‌توان به زندگی ادامه داد. برخی از آن‌ها مدعی هستند که با دریافت انرژی از نور خورشید نیاز خود را بر طرف می‌کنند.